# 울진 불영사 삼층석탑
울진 불영사 삼층석탑(蔚珍 佛影寺 三層石塔)은 대한민국 경상북도 울진군 서면 불영사에 있는 고려시대의 삼층석탑이다. 1979년 1월 25일 경상북도의 유형문화재 제135호로 지정되었다.

## 개요
불영사 내에 서 있는 3층 석탑으로, 2층 기단(基壇) 위에 3층 탑신(塔身)을 올린 후 머리장식을 얹은 모습이다.
아래·위층 기단의 각면에는 모서리와 가운데에 기둥을 새겼다. 탑신부는 몸돌과 지붕돌을 각각 하나의 돌로 쌓아올렸으며, 몸돌의 각 면마다 모서리에 기둥 모양을 가지런히 새겼다. 지붕돌은 밑면에 4단씩의 받침을 두었고, 처마는 수평을 이루다 네 귀퉁이에서 살짝 올라갔다. 꼭대기에는 노반 위로 복발, 앙화가 놓여 머리장식을 하고 있다.
아담하지만 전체적으로 고른 균형을 이루고 탑으로, 기단의 조각수법과 지붕돌의 모습 등으로 보아 고려시대 초기의 작품으로 짐작된다.

## 같이 보기
- 불영사
- 울진 불영사 대웅보전 (보물 제1201호)

## 참고 자료
- 불영사삼층석탑 - 국가유산청 국가유산포털